# Chondrocyt

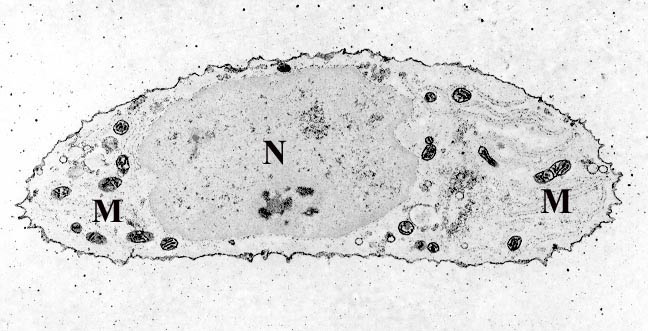
Chondrocyt widziany w mikroskopie elektronowym, jądro oznaczone literą N, obszary gdzie znajdują się mitochondria oznaczone literami M

Chondrocyt – komórka tkanki chrzęstnej, powstająca z chondroblastu. Chondrocyty znajdują się w jamkach, zanurzone w macierzy międzykomórkowej, zwanej chondryną.